# Wereldkampioenschappen wielrennen 1984
De wereldkampioenschappen wielrennen 1984 werden gehouden op 2 september in het Spaanse Barcelona. De wegwedstrijd bij de elite mannen werd gewonnen door de Belg Claude Criquielion, voor Claudio Corti en Steve Bauer. Er werd geen wedstrijd voor de dames gehouden.

## Uitslag
| Plaats | Renner              | Land                | Tijd     |
| ------ | ------------------- | ------------------- | -------- |
| 1      | Claude Criquielion  | België              | 6u46'46" |
| 2      | Claudio Corti       | Italië              | +0'14"   |
| 3      | Steve Bauer         | Canada              | +1'01"   |
| 4      | Hubert Seiz         | Zwitserland         | z.t.     |
| 5      | Bernard Bourreau    | Frankrijk           | z.t.     |
| 6      | Robert Millar       | Verenigd Koninkrijk | +1'08"   |
| 7      | Éric Caritoux       | Frankrijk           | +1'12"   |
| 8      | Palmiro Masciarelli | Italië              | z.t.     |
| 9      | Federico Echave     | Spanje              | z.t.     |
| 10     | Joop Zoetemelk      | Nederland           | z.t.     |

1921 · 
1922 · 
1923 · 
1924 · 
1925 · 
1926 · 
1927 · 
1928 · 
1929 · 
1930 · 
1931 · 
1932 · 
1933 · 
1934 · 
1935 · 
1936 · 
1937 · 
1938 · 
1946 · 
1947 · 
1948 · 
1949 · 
1950 · 
1951 · 
1952 · 
1953 · 
1954 · 
1955 · 
1956 · 
1957 · 
1958 · 
1959 · 
1960 · 
1961 · 
1962 · 
1963 · 
1964 · 
1965 · 
1966 · 
1967 · 
1968 · 
1969 · 
1970 · 
1971 · 
1972 · 
1973 · 
1974 · 
1975 · 
1976 · 
1977 · 
1978 · 
1979 · 
1980 · 
1981 · 
1982 · 
1983 · 
1984 · 
1985 · 
1986 · 
1987 · 
1988 · 
1989 · 
1990 · 
1991 · 
1992 · 
1993 · 
1994 · 
1995 · 
1996 · 
1997 · 
1998 · 
1999 · 
2000 · 
2001 · 
2002 · 
2003 · 
2004 · 
2005 · 
2006 · 
2007 · 
2008 · 
2009 ·
2010 · 
2011 · 
2012 · 
2013 · 
2014 · 
2015 · 
2016 · 
2017 · 
2018 · 
2019 · 
2020 ·
2021 ·
2022 ·
2023 ·
2024 ·
2025 ·
2026